# شیطان سیاه (فیلم)
شیطان سیاه (ایتالیایی: Il diavolo nero) فیلمی ایتالیایی در سبک ماجراجویی به نویسندگی و کارگردانی سرجو گریکو محصلو سال ۱۹۵۷ است.